# چشکیانکا
چشکیانکا (به لاتین: Trześcianka) یک روستای لهستان در لهستان است که در Gmina Narew واقع شده‌است.